# París, Francia (película)
París, Francia es una película de comedia dramática erótica canadiense de 1994 dirigida por Jerry Ciccoritti y escrita por Tom Walmsley.
Lucy (Leslie Hope), su esposo Michael (Victor Ertmanis) y su socio comercial William (Dan Lett) son los propietarios de una pequeña editorial en Toronto. La estabilidad de sus vidas se ve envuelta en una vorágine emocional con la llegada de Sloan (Peter Outerbridge), un exboxeador convertido en escritor cuyo primer libro (basado en un asesino en serie) está a punto de ser publicado por su empresa. 
Sloan se vuelve loco cuando se embarca en una apasionante aventura con la sexualmente hambrienta y frustrada Lucy, que anhela recrear sus días llenos de S & M en París. Además de su trabajo como editora, Lucy también es una novelista erótica que explora si un fin de semana de pasión sexual con Sloan puede liberarla del bloqueo del escritor. Pero el bisexual Sloan pronto se embarca en otro romance propio con el abiertamente gay William, lo que genera confusión sexual para el escritor.
Mientras tanto, el desconcertado esposo de Lucy, Michael, se vuelve loco lentamente al enterarse del coqueteo de su esposa y socio comercial con su cliente hasta que decide unirse a ellos también.

## Reparto
- Leslie Hope como Lucy
- Peter Outerbridge como Sloan
- Victor Ertmanis como Michael
- Dan Lett como William
- Raoul Trujillo como Minter
- Patricia Ciccoritti como la voz de la madre de Lucy

## Comentarios
La película fue reseñada por Variety y descrita como "una farsa tonta con pocos momentos divertidos y muchos más aburridos". El San Francisco Chronicle señaló que "la película llega tan lejos como puede llegar una película no pornográfica al representar la sexualidad", pero "Con el tiempo, te das cuenta de que la película no se está burlando de sí misma sino que se burla del público por acecho." Sin embargo, Rotten Tomatoes le da a París, Francia, una calificación del 73%, lo que significa buenas críticas.

## Clasificación de la MPAA
París, Francia, tiene la clasificación NC-17 debido a su contenido sexual explícito.

## Premios
La película fue nominada a dos premios Genie:
- Mejor logro en cinematografía: Barry Stone
- Mejor logro en montaje cinematográfico: Roushell Goldstein